# Сутору
Сутору (рум. Sutoru) — село у повіті Селаж в Румунії. Входить до складу комуни Зімбор.
Село розташоване на відстані 359 км на північний захід від Бухареста, 26 км на південний схід від Залеу, 35 км на північний захід від Клуж-Напоки.

## Населення
За даними перепису населення 2002 року у селі проживали 166 осіб. Рідною мовою 162 особи (97,6%) назвали румунську.
Національний склад населення села:
| Національність | Кількість осіб | Відсоток |
| -------------- | -------------- | -------- |
| румуни         | 160            | 96,4%    |
| угорці         | 5              | 3,0%     |